# Marie-Adélaïde de Savoie
 (juin 2024).
Si vous disposez d'ouvrages ou d'articles de référence ou si vous connaissez des sites web de qualité traitant du thème abordé ici, merci de compléter l'article en donnant les références utiles à sa vérifiabilité et en les liant à la section « Notes et références ».
Titre
Dauphine de France
14 avril 1711 – 12 février 1712
(10 mois et 4 jours)
Marie-Adélaïde de Savoie, née au palais royal de Turin le 6 décembre 1685 et morte au château de Versailles le 12 février 1712, est une princesse de la maison de Savoie. Elle est duchesse de Bourgogne par son mariage avec Louis de France, puis dauphine de France. Elle est la mère du duc d'Anjou, futur roi de France, qui succédera à Louis XIV sous le nom de Louis XV.

## Biographie

### Famille

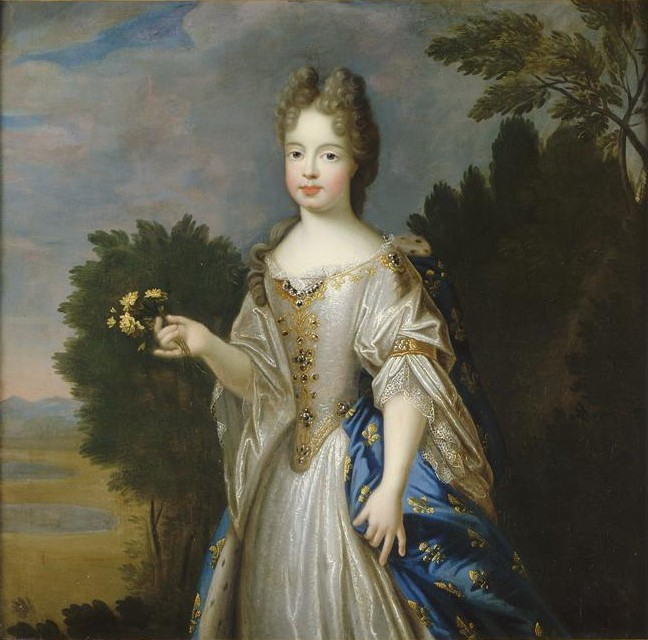
Marie-Adélaïde de Savoie à 15 ans, par Pierre Gobert.

Marie-Adélaïde est l'aînée des huit enfants issus de l'union de Victor-Amédée II, duc de Savoie, et d'Anne-Marie d'Orléans, fille de Monsieur, frère du roi Louis XIV. Son père est le fils de Charles-Emmanuel II, duc de Savoie, et de sa seconde épouse, Marie-Jeanne-Baptiste de Savoie. Il est le fils unique et seul héritier de son père et commence son règne sous la régence de sa mère. Pour ce qui est de sa mère, elle est issue du premier mariage de Monsieur avec Henriette d'Angleterre. La princesse est la sœur de Marie-Louise-Gabrielle de Savoie, future reine d'Espagne.
Elle est également la sœur de Marie-Anne de Savoie, de deux jeunes frères mort-nés en 1691 et en 1697, de Victor-Amédée de Savoie, mort avant son père, de Charles-Emmanuel III, roi de Sardaigne, duc de Savoie et prince de Piémont, et d'Emmanuel-Philibert de Savoie, mort en 1705.

### Enfance
Marie-Adélaïde naît et grandit au sein d'une famille très francophile. En effet, sa mère, sa grand-mère et son arrière-grand-mère sont françaises. La princesse est plutôt proche de sa grand-mère paternelle, la duchesse douairière de Savoie, née Marie-Jeanne-Baptiste de Savoie. En vertu du traité qui met fin à la guerre de la Ligue d'Augsbourg, Marie-Adélaïde épouse, le 7 décembre 1697, Louis de France, duc de Bourgogne, qui devient dauphin de France après le décès de son père.

### À la cour de France

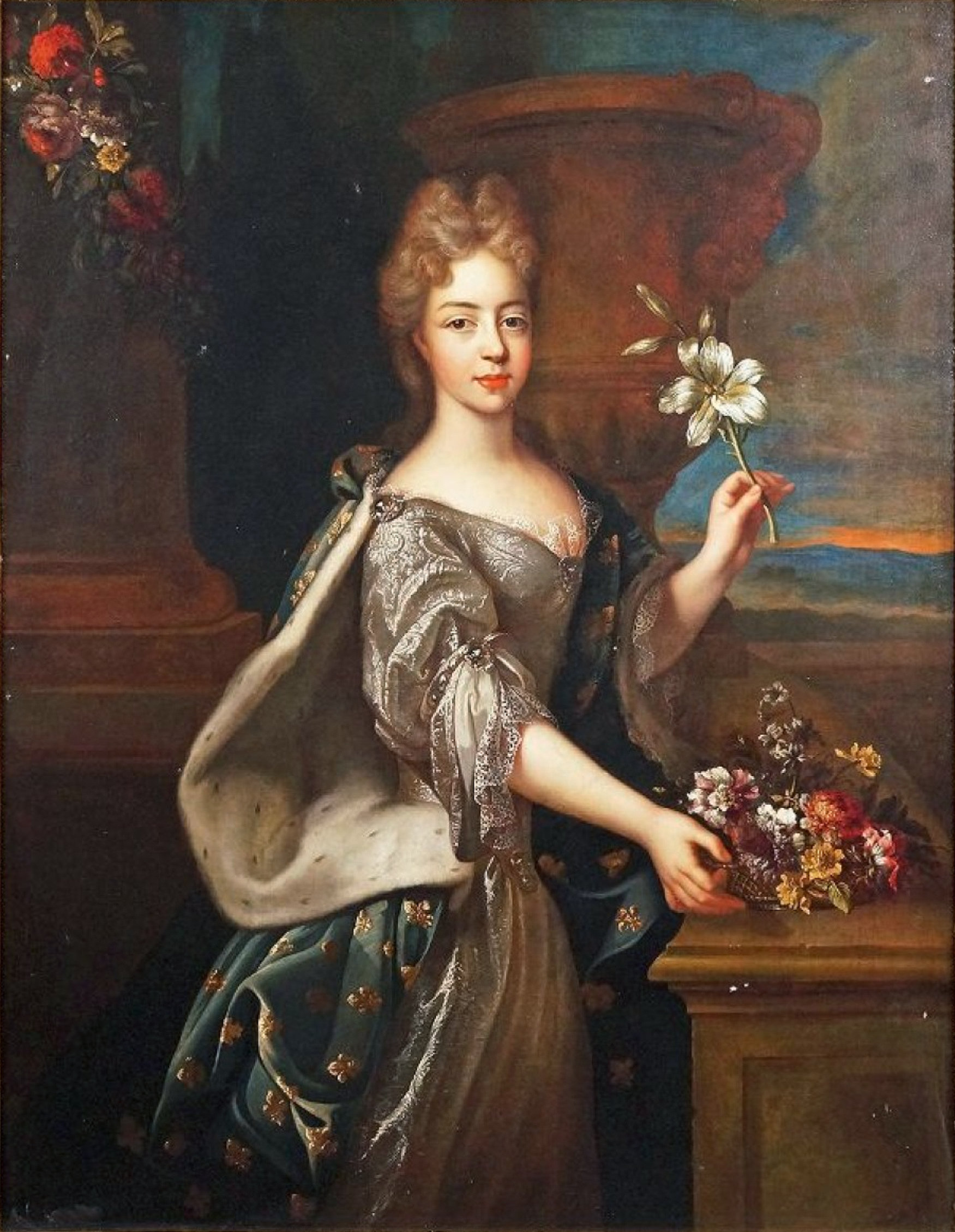
Marie-Adélaïde de Savoie, par Pierre Gobert, vers 1700.

Leur vie conjugale fut extrêmement heureuse. La dévotion de Louis envers son épouse était mal vue dans un milieu où l’amour fidèle était considéré comme ridicule ou risible. Même Fénelon y voyait une faiblesse et réprimandait son élève bien-aimé, le « Petit Prince », pour son attachement excessif à la vie de famille. Mais rien ne pouvait arrêter le flot ardent de cet amour. De plus, à mesure que les responsabilités de la vie pesaient sur lui, Louis s’appuyait de plus en plus sur Marie-Adélaïde pour obtenir des conseils, préférait son avis et subissait son influence.
Lorsque son mari partit à la guerre, il lui écrivit une série de lettres débordantes d’affection, presque enfantines dans l’expression de sa fidélité. À 21 ans, depuis le camp de Salmbach, il lui envoya une lettre tachée de son propre sang, accompagnée d’un dessin réalisé avec ce même sang, représentant deux cœurs enflammés, portant l’inscription : «  Louis. Adélaïde».
Leur mariage, qui donne lieu à des festivités fastueuses, est une éclaircie dans l'ambiance austère de la cour. La petite duchesse fait rapidement la conquête du grand-père de son époux, Louis XIV, subjugué par sa bonne humeur et ses manières gracieuses, ainsi que de l'épouse secrète de celui-ci, madame de Maintenon. Elle appelle d'ailleurs familièrement cette dernière « ma tante » et obtient même une place dans la Maison royale de Saint-Louis (à Saint-Cyr), dont elle suit les cours avec attention, et ce malgré son attitude d'assez mauvaise élève. Elle séduit aussi son époux, qui est réputé très pieux.
Elle est solidaire en tout de ce dernier. Elle respecte également son beau-père, le Grand Dauphin, malgré la relation distante qu'il noue avec son fils aîné, le duc de Bourgogne. Elle est donc le trait d'union de toute la famille de 1697 à 1712. Ses maternités, malgré des fausses couches, raffermissent sa position à la cour, et chacun voit en elle une future reine. Le duc de Saint-Simon, dans ses Mémoires, dépeint la duchesse comme une femme habile à la cour et pleine d'esprit et d'énergie.
La duchesse écoute son mari et le soutient contre leurs adversaires de la « clique de Meudon », qui s'oppose alors au cercle du duc de Bourgogne (le Grand Dauphin et deux de ses demi-sœurs, Mademoiselle de Nantes et Mademoiselle de Blois, toutes deux filles légitimées de Louis XIV). En 1708, elle vole ainsi au secours de son époux, calomnié pour son peu de courage militaire. Étant la future dauphine de France, et étant donné que la reine Marie-Thérèse d'Autriche est décédée, la duchesse détient presque, au long de sa vie à la cour, un statut de souveraine.
Elle occupe l'ancien appartement de la reine et, en tant que première dame de la cour, se voit accorder par l'étiquette de nombreux avantages qu'une simple dauphine n'aurait pas eus. Aussi, en 1699, ne peut-elle que souscrire à l'invitation de madame de Maintenon d'être la marraine du petit Louis-François-Armand, futur duc de Richelieu. Elle le familiarise avec la cour. En 1700, le duc d'Anjou, son beau-frère, devient roi d'Espagne sous le nom de Philippe V. Il épouse alors Marie-Louise-Gabrielle, la sœur de Marie-Adélaïde.

### Descendance
Du mariage de Marie-Adélaïde de Savoie et de Louis de France naissent trois enfants :
1. Louis (25 juin 1704 - 13 avril 1705), duc de Bretagne ;
2. Louis (8 janvier 1707 - 8 mars 1712), duc de Bretagne, puis dauphin de France (18 février 1712 - 8 mars 1712) ;
3. Louis (15 février 1710 - 10 mai 1774), duc d'Anjou, dauphin de France (8 mars 1712 - 1er septembre 1715) puis roi de France (1er septembre 1715 - 10 mai 1774).

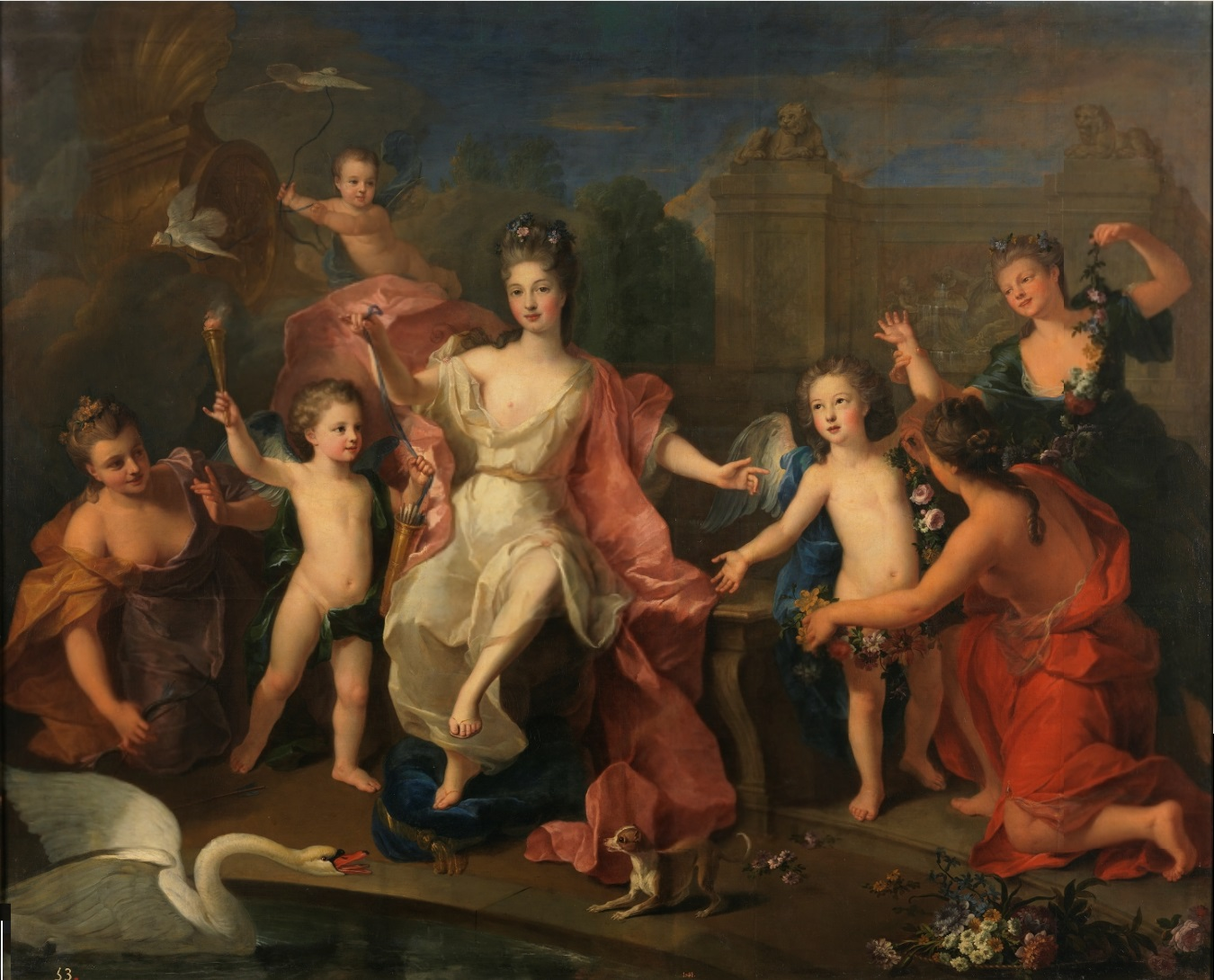
La duchesse de Bourgogne avec ses deux fils, le duc de Bretagne et le duc d'Anjou, par Pierre Gobert, vers 1712.

L'année suivant cette dernière naissance, le Grand Dauphin décède, faisant de son fils aîné, duc de Bourgogne, jusqu'alors surnommé le « Petit Dauphin » pour le différencier de son père, le seul dauphin de France. Marie-Adélaïde accède donc au rang de dauphine, en sa qualité d'épouse de l'héritier du trône de France, à l'âge de 25 ans. Les époux ne vont pas profiter longtemps de cette élévation.

### Décès
En 1712, la famille royale doit faire face à une épidémie de rougeole qui n'épargne pas les occupants du château de Versailles. Atteinte du mal, la dauphine y succombe le 12 février 1712, à l'âge de 26 ans. Son mari  la suit dans la tombe six jours plus tard. L'aîné de leurs deux fils, également atteint, meurt moins d'un mois après eux. Le cœur de la dauphine est porté à la chapelle Sainte-Anne de l'église du Val-de-Grâce (alors nommée la « chapelle des cœurs »), renfermant les cœurs embaumés de quarante-cinq rois et reines de France. En 1793, la chapelle est profanée et l'architecte Louis François Petit-Radel s'empare de l'urne en vermeil contenant le cœur de Marie-Adélaïde.

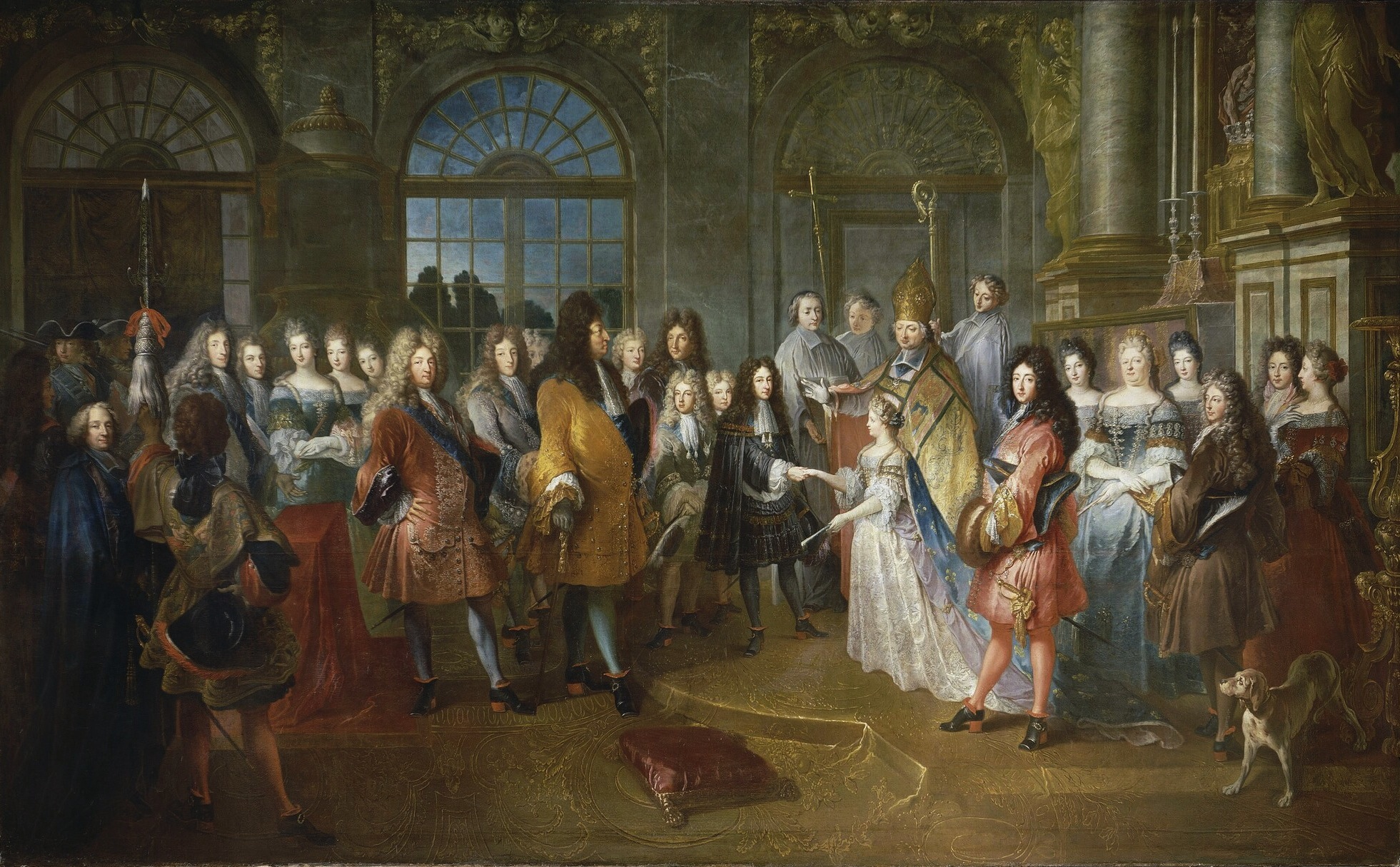
Mariage de Louis de France, duc de Bourgogne, et de Marie-Adélaïde de Savoie, 7 décembre 1697 par Antoine Dieu, 1715.

Il vend le reliquaire — ou l'échange contre des tableaux — à des peintres recherchant la substance issue de l'embaumement, le brun momie, alors cher et rare, qui est réputé, une fois mêlée à de l'huile, donner un glacis incomparable aux tableaux. Le cœur de la défunte a donc probablement été employé sur une toile peinte.

## Héraldique
| Blason | Blasonnement : Écartelé, en I contre-écartelé au 1 d’argent à la croix potencée d’or cantonné de quatre croisettes de même, en 2 burelé d’azur et d’argent de dix pièces au lion de gueules armé lampassé et couronné d’or brochant sur le tout, au 3 d’or au lion de gueules armé lampassé et couronné d’azur et au 4 d’argent au lion de gueules armé lampassé et couronné d’or en II grand-quartier parti au 1 de gueules au cheval effrayé d’argent, au 2 fascé d’or et de sable de huit pièces au cancrelin de sinople posée en bande brochant sur le tout et enté en pointe d’argent à trois bouterolles au bout d’épée faites en croissant de gueules malordonnées, en III grand-quartier parti en 1 d’argent semé de billettes de sable au lion de même brochant sur le tout et en 2 de sable au lion d’argent, en IV grand-quartier parti en 1 à cinq point d’or équipolé à quatre points d’azur au 2 d’argent au chef de gueules ; sur le tout de gueules à la croix d’argent. |